# Saint-Sorlin-en-Valloire
 Saint-Sorlin-en-Valloire  là một xã thuộc tỉnh Drôme trong vùng Auvergne-Rhône-Alpes ở đông nam nước Pháp. Xã Saint-Sorlin-en-Valloire nằm ở khu vực có độ cao 150 mét trên mực nước biển.